# Antoine Dufour (guitariste)
Pour les articles homonymes, voir Antoine Dufour.
Antoine Dufour, est un guitariste acoustique québécois né en 1979 dans la petite ville de L'Épiphanie.

## Biographie
Antoine Dufour a commencé à jouer de la guitare à  l'âge de 15 ans. Il a étudié au Cégep régional de Lanaudière à Joliette. C'est là où il a écouté la musique de Leo Kottke, de Don Ross et de Michael Hedges. Il a gagné la deuxième position au Canadian Fingerstyle Guitar Contest 2005 Il s'est donné en spectacle au Festival international de jazz de Montréal lors de la 26e édition et au Canadian Guitar Festival.   Il remporta lors de ce dernier évènement le 1er prix du championnat en Fingerstyle Guitar. Il a également joué avec International Guitar Night où il y avait Brian Gore, Andrew White et Peppino D'Agostino. Ensemble, ils ont fait une tournée à travers le Canada, puis ils ont enregistré un album compilant les chansons des 4 guitaristes. Il est l'auteur de six albums, dont le dernier, Sound Pictures, est paru le 24 mai 2011. Antoine Dufour joue souvent en duo avec le violoniste Tommy Gauthier.